# Dime museum

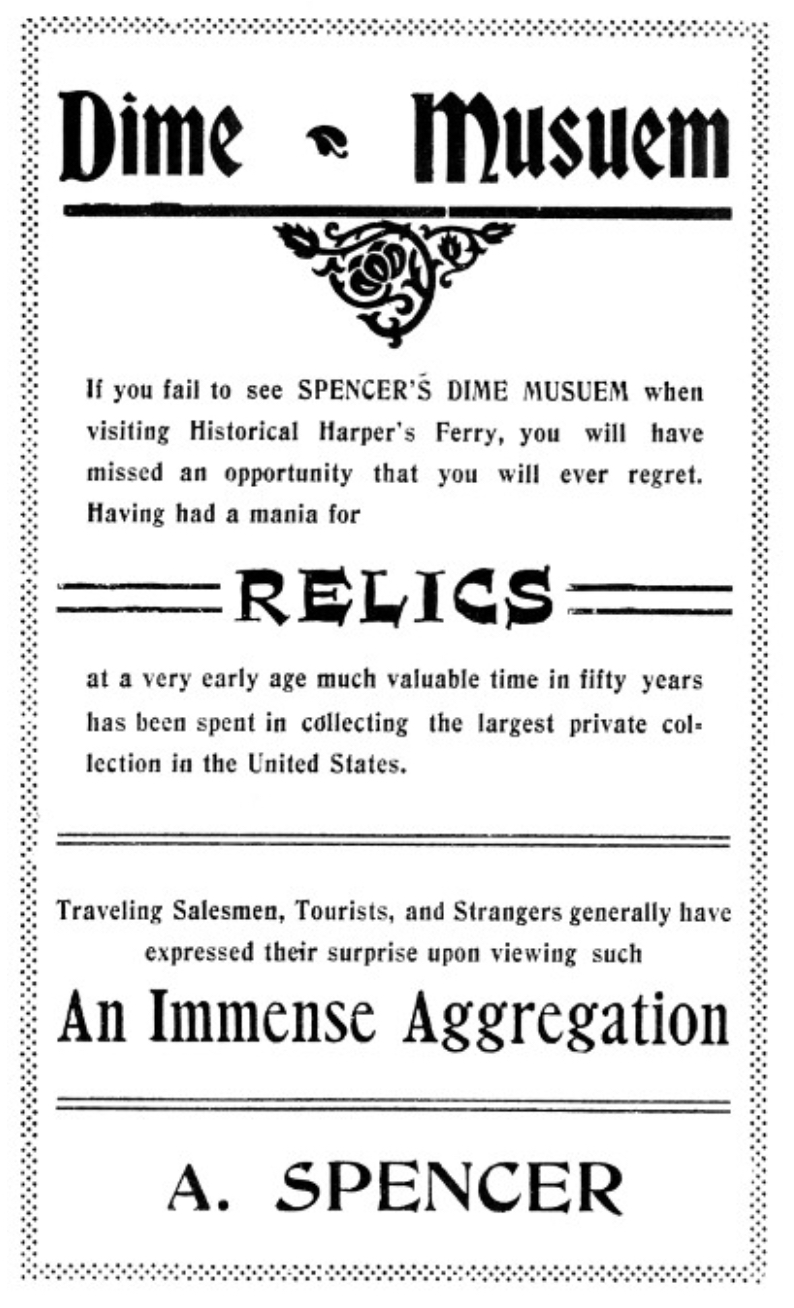
Publicité pour un Dime Museum.

Les dime museums (musées à dix sous) étaient des institutions populaires à la fin du XIXe siècle aux États-Unis. Conçus comme centres de divertissement et de l'éducation morale pour la classe ouvrière (lowbrow), ces musées étaient nettement différents des manifestations culturelles de la classe moyenne supérieure (highbrow). Dans les grandes villes telles que New York, où venaient s'installer de nombreux immigrants, les dime museums étaient des divertissements populaires et peu onéreux. Cette tendance sociale a atteint son apogée au cours de l'ère progressiste (de 1890 à 1920). Bien qu'ils s'agisse de divertissements lowbrow, ils ont permis à des artistes notables de vaudeville de l'époque, tels que Harry Houdini, Lew Fields, Joe Weber et Maggie Cline, de voir s'envoler leur carrière.